# 繊毛病
繊毛病（せんもうびょう）は、繊毛や鞭毛に関係する遺伝子の異常により引き起こされる病気である。
繊毛病の原因となる遺伝子がコードするタンパク質は、多くの場合、繊毛や鞭毛、または中心体に局在する。しかし、XPNPEP3の様に、ミトコンドリアに局在するが、繊毛の働きに関係するタンパク質も存在する。
1990年代に、哺乳類における左右の決定や多発性嚢胞腎に繊毛・鞭毛が関わることが認識され、"ciliopathy" (繊毛病)という概念が提唱されるに至った。

## 関連する外部リンク
- 新学術研究領域 「シリア・中心体系による生体情報フローの制御」
- 繊毛研究会
- 吉川寛、堀寛『研究をささえるモデル生物』化学同人、2009年、85頁。ISBN 9784759811780。 NCID BA91226178。OCLC 674929131。全国書誌番号:21645799。2022年12月11日閲覧。
- 中西浩一、吉川徳茂「繊毛病」『日本小児腎臓病学会雑誌』第25巻第2号、日本小児腎臓病学会、2012年、127-131頁、doi:10.3165/jjpn.25.127、ISSN 18813933、NAID 130003346839、CRID 1390001204340285440、2022年12月11日閲覧。
- 杉本圭相「ネフロン癆―臨床像と診断に向けたアプローチ―」『日本小児腎臓病学会雑誌』第30巻第2号、日本小児腎臓病学会、2017年、112-118頁、doi:10.3165/jjpn.rv.2017.0002、ISSN 18813933、NAID 130006201492、CRID 1390282679317403008、2022年12月11日閲覧。
- 斎藤将樹、佐藤岳哉「シグナル受容器・一次繊毛研究の現状：繊毛病の病因解明にむけた基礎研究」『日本薬理学雑誌』第153巻第3号、日本薬理学会、2019年、117-123頁、doi:10.1254/fpj.153.117、ISSN 13478397、NAID 130007610670、国立国会図書館書誌ID:029549616、2022年12月11日閲覧。
- 野田直紀「微小な毛は生命と進化の立役者」『日大医学雑誌』第81巻第2号、日本大学医学会、2022年、117-118頁、doi:10.4264/numa.81.2_117、ISSN 18840779、OCLC 9648167096、CRID 1390573814630889856、2022年12月11日閲覧。